# Malcov
Malcov je obec na Slovensku v okrese Bardejov na úpatí pohoří Čergov. Žije zde přibližně 1 600 obyvatel.
První písemná zmínka pochází z roku 1338. Nachází se zde řeckokatolický chrám Setkání Páně se Simeonem z roku 1838, menšinová římskokatolická církev tu počátkem 21. století postavila moderní kostel Panny Marie Sedmibolestné.